# Igreja multissítio
Uma Igreja multissítio (do inglês multisite) é uma igreja local que mantém cultos em diferentes localizações geográficas.

## Recursos
Uma igreja multissítio é uma igreja local que possui outros campi em vários locais na mesma cidade ou em cidades diferentes.    O site principal (geralmente aquele com maior frequência semanal) e outros campi geralmente terão seus próprios cultos musicais e anúncios da igreja local.   O sermão é feito principalmente por um pastor local, enquanto em algumas igrejas é transmitido por vídeo do local principal.Os diferentes campi compartilham recursos físicos e financeiros. 

## História
A primeira igreja a se tornar multissítio foi a Igreja Batista Highland Park em Chattanooga (Tennessee) em 1942.  Em 1990, havia 10 igrejas multissítio nos Estados Unidos. Em 2014, havia 8.000 igrejas multisites.
Algumas igrejas com vários locais também estabeleceram campi em prisões. De acordo com um estudo da Leadership Network de 2015, 37% dos campi de igrejas multissítio eram igrejas autônomas que se fundiram com outra igreja. 
Um estudo do Hartford Institute for Religion Research, do Conselho Evangélico de Responsabilidade Financeira e do Leadership Network publicado em 2020 descobriu que 70% das megaigrejas americanas tinham uma rede multissítio. 

## Controvérsias
O americano Eddie Gibbs, professor de crescimento da igreja no Fuller Theological Seminary, criticou o modelo do vídeo sermão transmitido em algumas igrejas multissítio pela falta de conexão entre o pastor professor e os fiéis em cada local, o que levaria a mensagens menos adaptadas à realidade de cada campus. 